# 南水水库
南水水库位于中国广东省韶关市乳源瑶族自治县內，系截流南水而形成，为广东第二大人工湖，湖面达38平方公里，呈狭长形，南北走向。